# Agustín Barán
Agustín Barán, vollständiger Name Agustín Camilo Barán Flangini, (* 12. Januar 1995 in Montevideo) ist ein uruguayischer Fußballspieler.

## Karriere

### Verein
Der Mittelfeldspieler Agustín Barán entstammt der Jugendabteilung des uruguayischen Erstligisten Peñarol Montevideo. Er ist der Sohn des ehemaligen Nationalspielers und derzeitigen Trainers Adolfo Barán sowie Bruder der Fußballspieler Santiago Barán (Bella Vista) und Nicolás Barán. Bereits im August 2012 gehörte er unter Trainer Jorge Da Silva dem erweiterten Kader der Profi-Mannschaft an. In der Spielzeit 2012/13, in der die „Aurinegros“ am Saisonende Uruguayischer Meister wurden, lief er einmal (kein Tor) in der Primera División auf. Im August 2015 wechselte er zum Zweitligisten Boston River. Während der Zweitligasaison 2015/16 kam er in sechs Ligaspielen (kein Tor) zum Einsatz und stieg mit der Mannschaft am Saisonende auf. Er verließ den Klub jedoch im August 2016 und spielte weiterhin in der Zweitklassigkeit für Central Español. In der Saison 2016 absolvierte er neun Ligapartien (kein Tor). Mitte Februar 2017 verpflichtete ihn der Club Atlético Atenas, für den er bislang (Stand: 17. Juli 2017) in zwölf Zweitligaspielen auflief und einen Treffer erzielte.

### Nationalmannschaft
Barán ist Mitglied der uruguayischen U-20-Nationalmannschaft. Bereits Anfang Juli 2012 wurde er vom seinerzeitigen Trainer Juan Verzeri zu einem Trainingslehrgang der U-20 einberufen. Im Mai 2014 wurde er ebenfalls von Trainer Fabián Coito für die U-20 nominiert. Beim 1:1-Unentschieden am 10. Juni 2014 gegen Paraguay stand er in der Startelf.

### Erfolge
- Uruguayischer Meister 2012/13